# Приказки от Землемория (филм)
„Приказки от Землемория“ (на японски: ゲド戦記) е японски аниме фентъзи приключенски филм от 2006 г. на режисьора Горо Миядзаки от „Студио Гибли“.
Премиерата в Япония се състои на 29 юли 2006 г. Бюджетът на продукцията възлиза на 22 милиона долара. Това е първият филм на Горо Миядзаки (който е син на известния режисьор Хаяо Миядзаки) като режисьор.

## Сюжет
Сюжетът, базиран на фентъзи цикъла за Землемория на американската писателка Урсула Ле Гуин, описва приключенията на избягал от дома си принц и странстващ магьосник, които трябва да спрат друг магьосник, опитващ се да постави под свой контрол целия свят.

## Персонажи
- Арен / Лебанен
- Теру / Техану
- Хайтака / Гед
- Тенар
- Коб
- Заек
- Крал
- Кралица

## Награди и номинации
- 2006: „Награда на Японската киноакадемия“ в категорията най-добър пълнометражен филм на годината